# Fed Cup 2014 – Americká zóna
Americká zóna Fed Cupu 2014 byla jednou ze tří zón soutěže, kterých se účastnily státy ležící v daných regionech, v tomto případě týmy ze států nacházejících se na americkém kontinentu. Do soutěže Americké zóny nastoupilo 19 družstev, z toho sedm účastníků hrálo v 1. skupině a dalších dvanáct pak ve 2. skupině. Součástí herního plánu byla také baráž.

## 1. skupina
- Místo konání: Yacht y Golf Club Paraguayo, Lambaré, Paraguay (antuka, venku)
- Datum: v týdnu od 3. února 2014
- Formát: Sedm týmů bylo rozděleno do dvou bloků A a B. První z nich měl tři a druhý čtyři účastníky. Vítězové obou bloků se utkali v zápase o postup do baráže o Světovou skupinu II pro rok 2015. Družstva, která se umístila na třetím a čtvrtém místě, sehrála zápasy o udržení. Třetí z bloku A se utkal se čtvrtým z bloku B a čtvrtý z bloku A pak se třetím z druhé podskupiny. Dva poražení sestoupili do 2. skupiny Americké zóny pro rok 2015.

### Bloky
|    | Blok A          | PAR | VEN | MEX |
| 1. | Paraguay (2–0)  |     | 2–0 | 3–0 |
| 2. | Venezuela (1–1) | 0–2 |     | 2–1 |
| 3. | Mexiko (0–2)    | 0–3 | 1–2 |     |

|    | Blok B         | COL | BRA | BAH | ECU |
| 1. | Kolumbie (2–1) |     | 0–2 | 2–1 | 3–1 |
| 2. | Brazílie (3–0) | 2–0 |     | 3–0 | 3–0 |
| 3. | Bahamy (0–3)   | 1–2 | 0–3 |     | 0–3 |
| 4. | Ekvádor (1–2)  | 0–3 | 0–3 | 3–0 |     |

### Baráž
| Pořadí   | první tým | výsledek | druhý tým |
| -------- | --------- | -------- | --------- |
| Postup   | Paraguay  | 0–2      | Brazílie  |
| 3. místo | —         | –        | Kolumbie  |
| Sestup   | Mexiko    | 2–1      | Ekvádor   |
| Sestup   | Venezuela | 2–0      | Bahamy    |

Výsledek
- Brazílie postoupila do baráže o účast ve Světové skupině II pro rok 2015,
- Bahamy a Ekvádor sestoupily do 2. skupiny Americké zóny pro rok 2015.

## 2. skupina
- Místo konání:: Palmas Athletic Club, Humacao, Portoriko (tvrdý, venku)
- Datum: 7.–12. dubna 2014
- Formát: Dvanáct týmů bylo rozděleno do čtyř tříčlenných bloků A, B, C a D. Vítězové bloků A–C a B–D nastoupili k vzájemnému barážovému utkání o postup do 1. skupiny Americké zóny pro rok 2015. Další družstva na stejném pořadí v jednotlivých blocích sehrála zápas o konečné umístění.

### Bloky
|    | Blok A                       | DOM | GUA | PAN |
| 1. | Dominikánská republika (2–0) |     | 2–1 | 3–0 |
| 2. | Guatemala (1–1)              | 1–2 |     | 3–0 |
| 3. | Panama (0–2)                 | 0–3 | 0–3 |     |

|    | Blok B          | CHI | PUR | BRB |
| 1. | Chile (2–0)     |     | 2–1 | 3–0 |
| 2. | Portoriko (1–1) | 1–2 |     | 3–0 |
| 3. | Barbados (0–2)  | 0–3 | 0–3 |     |

|    | Blok C        | BOL | PER | BER |
| 1. | Bolívie (2–0) |     | 2–1 | 2–1 |
| 2. | Peru (1–1)    | 1–2 |     | 3–0 |
| 3. | Bermudy (0–2) | 1–2 | 0–3 |     |

|    | Blok D                  | CRC | TRI | URU |
| 1. | Kostarika (2–0)         |     | 2–1 | 2–1 |
| 2. | Trinidad a Tobago (1–1) | 1–2 |     | 2–1 |
| 3. | Uruguay (0–2)           | 1–2 | 1–2 |     |

### Baráž
| Pořadí       | první tým              | výsledek | druhý tým         |
| ------------ | ---------------------- | -------- | ----------------- |
| Postup       | Dominikánská republika | 1–2      | Bolívie           |
| Postup       | Chile                  | 2–0      | Kostarika         |
| 5.–8. místo  | Portoriko              | 2–0      | Trinidad a Tobago |
| 5.–8. místo  | Guatemala              | 1–2      | Peru              |
| 9.–12. místo | Panama                 | 0–3      | Bermudy           |
| 9.–12. místo | Barbados               | 1–2      | Uruguay           |

Výsledek
- Bolívie a Chile postoupily do 1. skupiny Americké zóny pro rok 2015.